# Alain Guikou
Alain Guikou est un réalisateur ivoirien né le 13 mai 1970 à Abidjan, en Côte d'Ivoire.

## Biographie
Alain Guikou est un amoureux du septième art depuis l'âge de huit ans. Jeune homme, il va exercer des petits métiers comme vendre de l'attiéké, des chaussures, pour ensuite aller vers l'objet de sa passion.
En 1997, il ouvre un studio de montage vidéo, et fait partie des promoteurs de l'Internet en Côte d'Ivoire, dont il occupe le poste de Vice-président national de cybercafés en 2000. Se formant seul aux métiers du cinéma, sa passion pour ce domaine le pousse à réaliser en 2002 son premier documentaire Serial killer. En 2004, il réalise un court métrage La Chute, puis est recruté la même année par la régie de production Pubcom en qualité de Responsable de la production, avec laquelle il réalise une dizaine de spots télé et radio. De 2006 à 2010, il écrit Signature, sa première série télévisée dont il est a la fois coproducteur avec Marie Fleur Regina Bidi. En 2011, Alain Guikou réalise la première saison de la série Brouteur.com, avant de poursuivre en 2012 avec le long métrage Et si Dieu n’existait pas'. De 2013 à 2017, il réalise successivement Brouteur.com Saisons 2 et 3, Le Grenier , Denrée rare, Sortie de l’ombre, et enfin Les Coups de la vie'.
Il est marié et père de deux enfants.

## Filmographie
- 2021 : Le ticket à tout prix[5]
- 2021 : Melody, la victoire en chansons [6]
- 2017 : Les coups de la vie
- 2015 : Sortie de l’ombre
- 2014 : Denrée rare
- 2014 : Le Grenier
- 2012 : Et si Dieu n’existait pas
- 2011- : Brouteur.com
- 2006-2010 : Signature
- 2004 : La Chute (court métrage)
- 2002 : Serial Killer (documentaire)

## Distinctions

### Récompenses
- Festival GPACT 2011 : Meilleure série télé africaine pour [Brouteur.com]
- Festival Vue d'Afrique 2013 : Prix spécial du jury pour [Et si Dieu n'existait pas]

### Nominations
- FESPACO 2019 : Série télé pour [Les coups de la vie][7]